# Saint-Quentin-sur-Coole
Saint-Quentin-sur-Coole település Franciaországban, Marne megyében. Lakosainak száma 104 fő (2022. január 1.). Saint-Quentin-sur-Coole Breuvery-sur-Coole, Bussy-Lettrée, Cernon, Écury-sur-Coole és Mairy-sur-Marne községekkel határos.

## Népesség
A település népessége az elmúlt években az alábbi módon változott:
| Lakosok száma | 65   | 52   | 66   | 61   | 73   | 90   | 104  | 102  | 101  | 104  |
|               | 1968 | 1982 | 1990 | 2006 | 2013 | 2015 | 2017 | 2019 | 2020 | 2022 |